# 29738 Ivobudil
29738 Ivobudil este un asteroid din centura principală de asteroizi.

## Descriere
29738 Ivobudil este un asteroid din centura principală de asteroizi. A fost descoperit pe 23 ianuarie 1999 la Observatorul Kleť de Jana Tichá și Miloš Tichý. Asteroidul prezintă o orbită caracterizată de o semiaxă mare de 2,32 ua, o excentricitate de 0,09 și o înclinație de 3,0° în raport cu ecliptica.